# Дипломатически мисии на Ватикана
Това е списък на дипломатическите мисии на Светия престол.
Всички дипломатически мисии са с ранг на апостолическа нунциатура (оглавявана от апостолически нунций. Освен тях в Страсбург, Франция има канцелария, подчинена на апостолическата нунциатура в Париж.

## Европа
- Албания
  - Тирана
- Австрия
  - Виена
- Беларус
  - Минск
- Белгия
  - Брюксел
- Босна и Херцеговина
  - Сараево
- България
  - София
- Великобритания
  - Лондон
- Германия
  - Берлин
- Грузия
  - Тбилиси
- Гърция
  - Атина
- Ирландия
  - Дъблин
- Испания
  - Мадрид
- Италия
  - Рим
- Кипър
  - Никозия
- Литва
  - Вилнюс
- Малта
  - Рабат
- Нидерландия
  - Хага
- Полша
  - Варшава
- Португалия
  - Лисабон
- Румъния
  - Букурещ
- Русия
  - Москва
- Словакия
  - Братислава
- Словения
  - Любляна
- Сърбия
  - Белград
- Украйна
  - Киев
- Унгария
  - Будапеща
- Франция
  - Париж
- Хърватия
  - Загреб
- Чехия
  - Прага
- Швейцария
  - Берн
- Швеция
  - Стокхолм

## Северна Америка
- Гватемала
  - Гватемала
- Доминиканска република
  - Санто Доминго
- Канада
  - Отава
- Коста Рика
  - Сан Хосе
- Куба
  - Хавана
- Мексико
  - Мексико
- Никарагуа
  - Манагуа
- Панама
  - Панама
- Салвадор
  - Сан Салвадор
- САЩ
  - Вашингтон
- Тринидад и Тобаго
  - Порт ъф Спейн
- Хаити
  - Порт о Пренс
- Хондурас
  - Тегусигалпа

## Южна Америка
- Аржентина
  - Буенос Айрес
- Боливия
  - Ла Пас
- Бразилия
  - Бразилия
- Венецуела
  - Каракас
- Еквадор
  - Кито
- Колумбия
  - Богота
- Парагвай
  - Асунсион
- Перу
  - Лима
- Уругвай
  - Монтевидео
- Чили
  - Сантяго де Чиле

## Африка
- Алжир
  - Алжир
- Ангола
  - Луанда
- Бенин
  - Котону
- Бурунди
  - Бужумбура
- Египет
  - Кайро
- Етиопия
  - Адис Абеба
- Габон
  - Либревил
- Гана
  - Акра
- Гвинея
  - Конакри
- Замбия
  - Лусака
- Зимбабве
  - Хараре
- Камерун
  - Яунде
- Кения
  - Найроби
- Демократична република Конго
  - Киншаса
- Република Конго
  - Бразавил
- Кот д'Ивоар
  - Абиджан
- Мадагаскар
  - Антананариво
- Мароко
  - Рабат
- Мозамбик
  - Мапуто
- Нигерия
  - Абуджа
- Руанда
  - Кигали
- Сенегал
  - Дакар
- Судан
  - Хартум
- Танзания
  - Дар ес Салаам
- Уганда
  - Кампала
- Централноафриканска република
  - Банги
- Чад
  - Нджамена
- ЮАР
  - Претория

## Близък и Среден изток
- Израел
  - Тел Авив
- Ирак
  - Багдад
- Иран
  - Техеран
- Йордания
  - Аман
- Кувейт
  - Кувейт
- Ливан
  - Хариса
- Палестинска автономия
  - Йерусалим
- Сирия
  - Дамаск
- Турция
  - Анкара

## Азия
- Бангладеш
  - Дака
- Индия
  - Ню Делхи
- Индонезия
  - Джакарта
- Казахстан
  - Астана
- Киргизстан
  - Бишкек
- Пакистан
  - Исламабад
- Сингапур
  - Сингапур
- Тайван
  - Тайпе
- Тайланд
  - Банкок
- Узбекистан
  - Ташкент
- Филипини
  - Манила
- Шри Ланка
  - Коломбо
- Южна Корея
  - Сеул
- Япония
  - Токио

## Океания
- Австралия
  - Канбера
- Нова Зеландия
  - Уелингтън
- Папуа Нова Гвинея
  - Порт Морсби